# Orthocis ornatus
Orthocis ornatus is een keversoort uit de familie houtzwamkevers (Ciidae). De wetenschappelijke naam van de soort werd in 1877 gepubliceerd door Edmund Reitter.